# Aristokrati
Aristokrati (av grekiska ἀριστοκρατία aristokratía, "de bästas välde"; från ἄριστος aristos, «ypperlig», och κράτος, kratos, «makt») betyder styre av en privilegierad elit, vanligen baserad på börd och ofta identifierat med adel.
Som statsrättslig term betecknar ordet aristokrati den republikanska statsform, där makten tillhör en begränsad, genom mer eller mindre tillfälliga omständigheter utmärkt samhällsklass. Statsformen kallas oligarki, när makten ägs av ett fåtal släkter, och plutokrati eller timokrati, när den tillhör de rika. Aristoteles förklarade att dygden är aristokratins väsen, medan Montesquieu gjorde denna egenskap till demokratins princip. Ofta nog, i synnerhet i det gamla Grekland och Rom, har statsutvecklingen gått från monarki genom aristokrati till demokrati.

## Historik
Medeltidens feodala aristokrati var dels en jordadel, dels en ämbetsmannaadel. Ursprungligen personlig och beroende på suveränernas val, blev den så småningom ärftlig och regerande i sina län. Detta medförde i Tysk-romerska riket att landets enhet till slut gick under. Spartas "gerusia" (rådsvälde) var en åldersaristokrati, vars makt vilade på mognad, erfarenhet och visdom. Kreta och Karthago ansågs jämte Sparta för aristokratiska mönsterstater. I Aten grundades eupatridernas aristokrati på bördens företräden, liksom de romerska patriciernas och de skandinaviska storböndernas eller odalmännens. Den romerska republiken kom senare i händerna på en ämbetsmannaaristokrati (lat. nobiles), vilken ursprungligen tillkom genom folkets val och blandade sig med rikedomens, såväl jordadelns som penningadelns, män.
Flera av Italiens och Schweiz republiker har haft berömda aristokratiska författningar. En bland de märkvärdigaste, som någonsin funnits, var den forna venetianska fristatens. Intill vår tid har endast Englands aristokrati lyckats bevara en del av sin makt. Den har med hänsyn till tidernas förändring också förändrat sig själv, och alltid behållit sambandet med hela folket. I allmänhet har medeltidens aristokratier mer och mer förlorat i betydelse eller gått under.

## Sverige
Sverige har aldrig haft en aristokratisk statsform, men även här har aristokratin långa tider varit mäktigare än både folket och kungen. Aristokratins blomstring i Sverige liksom i Danmark börjar under 1200- och 1300-talen och sträcker sig till fram på 1600-talet, då genom statsvälvningarna i Danmark 1660 och i kungamaktens enväldigande i Sverige 1680.

## Storbritannien
Storbritannien är idag ett av få länder i den demokratiska världen där aristokratin har behållit en del av sin makt, både den formella och reella makten. Den engelska och senare den brittiska konstitutionen byggde tidigt på en maktdelning mellan samhällets makthavare. Redan i och med Magna Carta på 1200-talet gavs adeln ett starkt inflytande över statsstyrelsen och monarkens makt kringskars kraftigt. Folkets representanter i form av två kammare i parlamentet, House of Lords och House of Commons gjorde att statsmakten tidigt spreds på ett bredare maktspektrum.
När industrialismen och senare kolonialismen kom till Storbritannien på 1700-talet tog Storbritannien en annan väg jämfört med andra länder. Adeln och inte bara borgarna blev viktiga arbetsgivare för folket och de rikedomar som skapades genom ett effektivare jordbruk och industri föll till stor del i den gamla aristokratins händer. Storbritanniens starka ekonomiska utveckling under 1800-talet gjorde även att befolkningen som helhet kunde få ökad levnadsstandard, vilket minskade motsättningarna mellan aristokratin och folket. Framgångsrika personer införlivades också ofta i aristokratin genom att adlas.
Trots en demokratisk utveckling har aristokratin i Storbritannien lyckats behålla en del av sin särställning. Adeln har fortfarande ett reellt inflytande genom sin representation i överhuset, även om detta inflytande minskat kraftigt under 1900-talet. Ända in på 1950-talet var aristokratin institutionaliserad på så sätt att den utgjordes av en bestämd skara personer, vilka gavs inträde genom att göra debut inför Monarken på den årliga debutantbalen. Drottning Elizabeth II avskaffade denna tradition vilket gjort att gränserna för vem som räknas till aristokratin idag är mer flytande.[källa behövs]

## Diskussion
Då aristokrati rent språkligt betyder de bästas herravälde, ligger det nära till hands att däri se den bästa av statsformer. Frågan är emellertid, efter vilka principer urvalet skall göras. I den utopiska stat som Platon tecknade i sin dialog ”Staten”, har han tänkt sig en regering av de visaste, vilken framgår av en sovring av människomaterialet.
I verkligheten har, om också på olika sätt, bördsprincipen fått bli avgörande för vilka som skulle ha högsta makten. Den har betraktats som vissa släkters privilegium. Men då bördsprincipen också ligger till grund för monarkien, har dessa båda statsformer i inte ringa utsträckning attraherat varandra. Detta såg också Montesquieu, då han lade fram parollen: ingen monarki utan adel. Den var enligt hans mening den viktigaste av de mellan makter, corps intermediaires, som skilde monarkin från despotin. I den franska monarkin, vari Montesquieu själv levde, hade adeln dock ingen annan uppgift än att vara monarkens sociala infattning.
I andra monarkier har den åter effektivt modererat det kungliga enväldet. Härvid har den kunnat gå så långt, att den reducerat dynastins uppgifter till rent representativa och förbehållit andra familjer maktens realitet. Prototypen för denna statsform är Polen, som, trots att det hade en vald konung som sin överhet, i både egna lagar och folkrättsliga urkunder benämndes republik.
Även i Sverige visade adeln ofta tendenser till att förverkliga den aristokratiska statsformen under monarkisk etikett, så exempelvis genom 1634 års regeringsform, som inom hovkretsar direkt sades förvandla monarkin till en aristokrati och reducera konungens roll till den, som dogen spelade i Venedig. Att det inte gick därhän, berodde på att det fanns andra mera demokratiska element i staten, som adeln inte kunde eller inte ville undertrycka. Den fick nöja sig med att bli ett aristokratiskt element i en blandad statsform. Som sådan har adeln genom sin kamp för konstitutionalism eller rent av parlamentarism i både Sverige och England spelat demokratin i händerna.
Även om börden varit konstitutiv för aristokratin har dock andra faktorer måst komma till, för att börden skulle respekteras. Sådana har varit krigiska färdigheter, godsinnehav och ämbetsmyndighet. För den borgerliga aristokratin, som haft så mycket att betyda för stadsrepublikerna, har den rörliga förmögenheten, investerad i stora affärsföretag, faktiskt varit avgörande. Sedan börden i och med ståndssamhällets upplösning upphört att vara utslagsgivande faktor vid maktens fördelning, har man på rättslig väg krävt ekonomiska garantier för åtnjutande av politiska rättigheter.
Timokrati är benämningen för en sådan form av aristokratin. Redan Platon har dömt ut den som en irrationell metod för att avgöra, var den politiska kompetensen är att finna, och i våra dagar har den över lag avskaffats genom införande av allmän rösträtt. Inte enbart som renodlad statsform utan också i kombination med monarki och demokrati, endera eller båda, har aristokratin gått till historien.